# Jon Hiseman
Jon Hiseman, rodným jménem Philip John Hiseman, (* 21. června 1944, Londýn, Spojené království - 12. června 2018) byl anglický hudebník, hráč na bicí nástroje, zvukový technik, a hudební publicista.

## Kariéra
V polovině 60. let hrál na session singlu Arthura Browna "Devil's Grip". V roce 1966 nahradil Ginger Bakera ve skupině Graham Bond Organisation a krátce nato hrál se skupinou Georgie Fame and the Blue Flames. V roce 1968 se připojil ke skupině John Mayall & the Bluesbreakers a hrál na jejich ikonickém albu 'Bare Wires'. V dubnu 1968 odešel, aby založil jazz rockovou/progressive rockovou skupinu, Colosseum. Po rozpadu skupiny Colosseum v listopadu 1971, později, v roce 1975, založil Colosseum II s Donem Aireym a Gary Moorem.

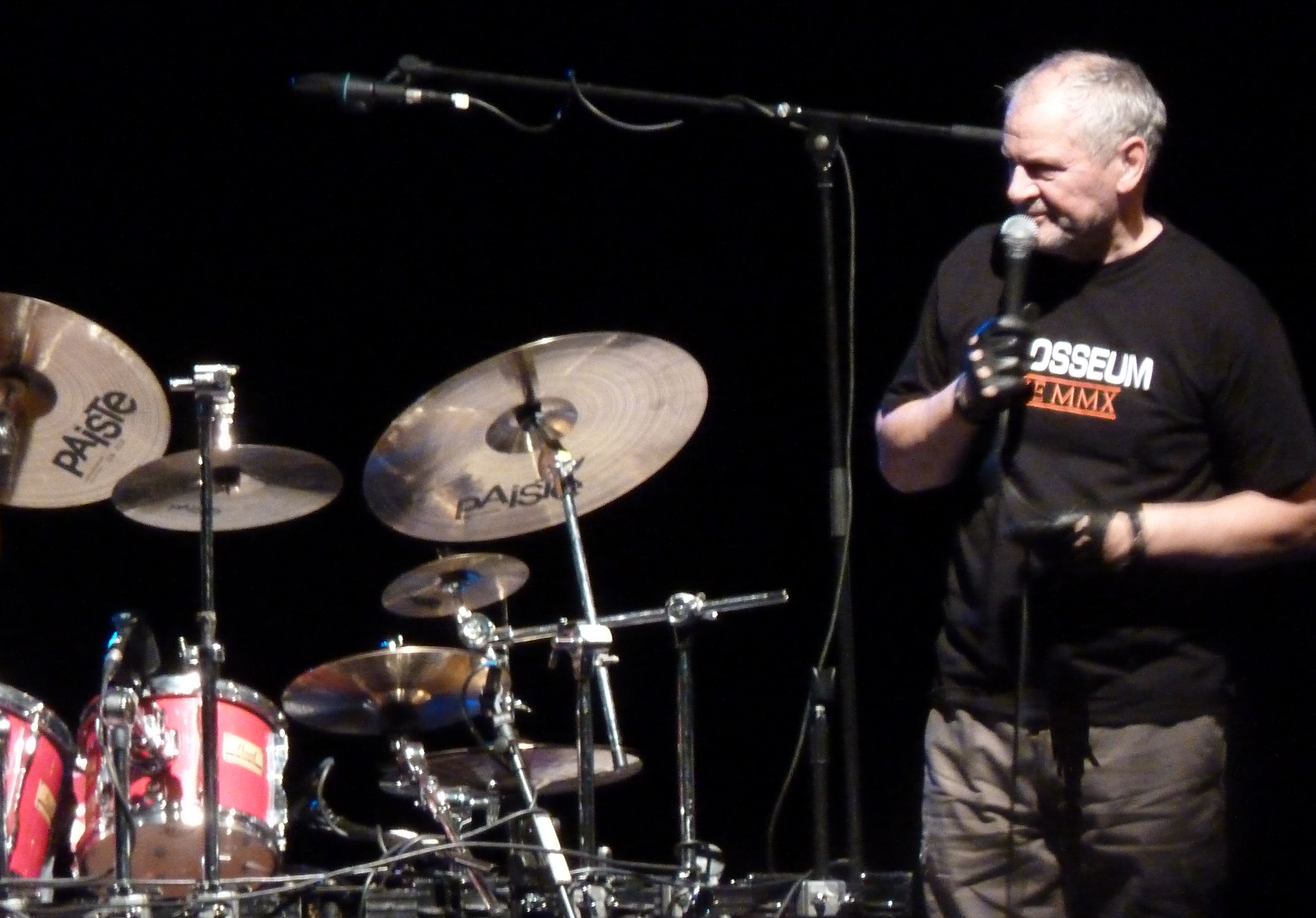
Jon Hiseman 2010

V období mezi těmito dvěma verzemi Colossea, založil skupinu Tempest s Allanem Holdsworthem, Paulem Williamsem a spoluhráčem z Colossea Markem Clarkem.
Hiseman současně hrával v jazzových skupinách, zejména se svou ženou, saxofonistkou Barbarou Thompsonovou, s kterou nahrál a vydal patnáct alb.
V roce 1982 Hiseman vybudoval blízko svého domu nahrávací studio a společně s Barbarou Thompsonovou složil a produkoval mnoho nahrávek pro film a televizi.
Je zakládajícím členem United Jazz and Rock Ensemble.
Colosseum bylo znovu založeno v červnu 1994 s tou samou sestavou jaká se rozpadla 23 let předtím. Hráli na Zelt Musik Festival ve Freiburgu a následně v říjnu v německé televizi WDR Cologne. Tento koncert byl nahrán a vydán na CD a VHS, DVD verze následovala v roce 2003. Vydal několik nových studiových nahrávek, stejně jako rozšířené vydání Valentyne Suite a Colosseum Live plus několik kompilací.
Hisemanova žena, saxofonistka Barbara Thompson, hrála se skupinou při různých příležitostech, a po smrti Dicka Heckstall-Smithe v roce 2004, se stala stálou členkou skupiny, pokračovala v nahrávání a koncertních turné po německy mluvících zemích.
V říjnu 2010 byla vydána Hisemanova biografie "Playing the Band", kterou napsal Martyn Hanson a upravil původní manager skupiny Colosseum, Colin Richardson.

## Diskografie

### Jack Bruce
- Songs for a Tailor – (1969)
- Things We Like – (recorded 1968, released 1970)
- Harmony Row – (1971)

### Colosseum
- Those Who Are About to Die Salute You – (1969)
- Valentyne Suite – (1969)
- The Grass Is Greener – (1970)
- Daughter of Time – (1970)
- Colosseum Live – (1971)
- Bread and Circuses – (1997)
- Tomorrow's Blues – (2003)
- Live05 – (2007)

### Tempest
- Tempest – (1973)
- Living in Fear – (1974)
- Under The Blossom: The Anthology – (2005) [includes both albums + BBC session recordings]

### Colosseum II
- Strange New Flesh – (1976)
- Electric Savage – (1977)
- War Dance – (1977)

### United Jazz + Rock Ensemble
- Live Im Schützenhaus (1977)
- Teamwork (1978)
- The Break Even Point (1979)
- Live in Berlin (1981)
- United Live Opus Sechs (1984)
- Highlights (1984)
- Round Seven (1987)
- Na Endlich! (1992)
- Highlights II (1994)
- Die Neunte Von United (1996)
- The UJRE plays Albert Mangelsdorff (1998)
- X (1999)
- The UJRE plays Wolfgang Dauner (2002)
- The UJRE plays Volker Kriegel (2002)

### Solo
- A Night In The Sun – (1982)
- About Time Too! – (1991)